# Sagenidiopsis
Sagenidiopsis is een geslacht van schimmels behorend tot de familie Arthoniaceae. De typesoort is Sagenidiopsis merrotsyi.

## Soorten
Volgens Index Fungorum bevat het geslacht vier soorten (peildatum december 2023):
| Soortnaam                     | Auteur(s)                       | Publicatiejaar |
| ----------------------------- | ------------------------------- | -------------- |
| Sagenidiopsis atroalba        | Jagad. Ram                      | 2014           |
| Sagenidiopsis isidiata        | G. Thor, Elix, Lücking & Sipman | 2011           |
| Sagenidiopsis merrotsyi       | R.W. Rogers & Hafellner         | 1987           |
| Sagenidiopsis subconfluentica | Elix                            | 2009           |